# Løkken Kirke
Løkken Kirke er opført i 1898 i nygotisk stil efter tegning af arkitekt Axel Møller. Kirken blev indviet 18. december 1898.
I 1901 beskrives kirken således: "Kirken i Løkken...af røde Mursten...bestaar af Skib og Kor samt Taarn med Spir (80 F. højt). Taarnrummet er Vaabenhus. Paa Alteret et Trækrucifiks (Billedhugger Fjeldstrup); udskaaren Prædikestol; Døbefont af Faksekalk."